# Antje Rößeler
Antje Rößeler (* 26. Januar 1989 in Berlin) ist eine deutsche Jazzmusikerin (Piano, Komposition).

## Leben und Wirken
Rößeler, deren Eltern Cellisten sind, erhielt als Kind klassischen Geigen- und Klavierunterricht sowie eine Ballettausbildung. Mit dem Jazz, den sie als 14-jährige in den Bigbands der Jazzkooperative Berlin entdeckte, eröffnete ihr sich ein neuer Zugang zum Klavierspiel. Nach Unterricht bei Tim Sund und Julia Hülsmann trat sie mit der United Big Band, dem Berlin Jazz Composers Orchestra JayJayBeCe und 2008 in einem Konzert mit Till Brönner auf. Zwischen 2009 und 2014 studierte sie Jazzpiano an der Hochschule für Musik Carl Maria von Weber Dresden bei Matthias Bätzel, Michael Fuchs und Jens Wagner und an der Kungliga Musikhögskolan i Stockholm bei Ove Lundin und Ann-Sofi Söderqvist. Daneben war sie Mitglied im Landesjugendjazzorchester Brandenburg unter der Leitung von Jiggs Whigham. Anschließend absolvierte sie bis 2016 ein Masterstudium an der Sibelius-Akademie in Helsinki, der Musikhögskolan Stockholm und dem Jyske Musikkonservatorium Århus.
2015 holte Nils Landgren Rößeler in die „Jazz Baltica All Stars Big Band“, mit der sie beim Jazzfest Stockholm und zwischen 2016 und 2019 jährlich bei Jazz Baltica auftrat. Weiterhin wirkte sie 2016 bei Tini Thomsens Inszenierung von „Peter und der Wolf“ mit (Album bei Redhorn). Im Quintett Nils Landgren and Friends konzertierte sie mit Victoria Tolstoy auf Schloss Elmau. Nach einigen selbstgebrannten Tonträgern mit Laura Schuler, Sanna Ruohoniemi, Birgitta Flick und Jeanfrançois Prins erschien 2021 bei WismART ihr Debütalbum Stockholm Trio (mit dem Bassisten Mauritz Agnas und dem Schlagzeuger Sebastian Voegler). 2024 folgte ihr Duoalbum Sending a Phoenix mit Birgitta Flick, das sehr gute Kritiken erhielt.
Rößeler wirkt zudem als Klavierlehrerin in Berlin an der Musikschule Kreuzberg und der Musikschule City-West.